# میا نوتیلا
میا نوتیلا (فنلاندی: Miia Nuutila؛ زادهٔ ۱۲ اکتبر ۱۹۷۲) بازیگر، و صداپیشه اهل فنلاند است.
از فیلم‌ها یا برنامه‌های تلویزیونی که وی در آن نقش داشته است می‌توان به راز گرگ اشاره کرد.